# Бебутова, Елена Михайловна
Елена Михайловна Бебутова (25 января [6 февраля] 1892, Санкт-Петербург — 25 апреля 1970, Москва) — художница и сценограф. Наиболее известна как модель для нескольких портретов, выполненных её мужем Павлом Кузнецовым.

## Биография
Принадлежит к грузинскому княжескому роду армянского происхождения, некоторые представители которого были связаны с театром. Её брат Валерий Бебутов был режиссёром. Была актрисой Московского художественного театра и другая её родственница Мария Леонтьевна Бебутова, мать Марианны Стриженовой.
В 1907—1914 годах училась в Рисовальной школе Общества поощрения художеств в Петербурге. где она занималась у А. А. Рылова, Я. Ф. Ционглинского, И. Я. Билибина, Н. К. Рериха, В. А. Щуко.
В 1916 начала работать художницей-декоратором в Московском художественном театре, писала декорации по эскизам М. В. Добужинского.
Весной 1917 года Бебутова становится секретарём Комиссии по охране памятников искусства и старины. Здесь художница и познакомилась со своим будущим мужем, работает в секции ИЗО Накомпроса Москвы.
Хотя Бебутова старалась держаться как бы в тени мужа, у неё был совершенно оригинальный творческий путь, хотя нельзя отрицать взаимное влияние двух мастеров, работающих в одной мастерской. В 1920-х годах Бебутова работает в рамках кубизма, её привлекает аналитический подход к форме. Важной вехой в творческой жизни этой пары была совместная выставка 1923 года. Выставка, с успехом прошедшая в Москве, была при активном участии А. Луначарского отправлена в Париж. Полгода в 1923-24 годах Бебутова и Кузнецов были в Париже. Они много общались в художественной среде в частности с семьей М. Ларионова и Н. Гончаровой, с Паблом Пикассо. Елена Бебутова написала записки о этих встречах, опубликованные частично в книге А. Русаковой, посвященной П. Кузнецову.
В 1924 году после возвращения в СССР стала одним из членов-учредителей общества «Четыре искусства» (1924—1931), участвовала в Выставках этого общества. Кузнецов был избран председателем Общества. Бебутова принимала активное участие в выставочной и организационной работе. Авангардное русское искусство испытывало всё более сильное идеологическое давление, оформлявшееся как «социалистический реализм». Бебутова, как и многие художники, приспосабливалась к новым требованиям. В этот период она много работала над натюрмортами.
Похоронена на Введенском кладбище (7 уч.), рядом с мужем.

## Театральные работы
Театральные работы Елены Бебутовой тесно связаны с режиссёрской деятельностью её брата Валерия. В 1922-23 годах она оформляет спектакли в руководимом им театре «Романеск», затем Театре музыкальной буффонады. Последней совместной их работой называют «Гамлета», поставленного на сцене Витебского Белорусского театра имени Я. Коласа в 1946 и 1955 годах. Статья в «Театральной энциклопедии» характеризует развитие её сценографии как путь от «условной» к реалистической, живописно-объёмной декорации. Очевидно, что художница в начале пути создавала декорации в русле авангардных решений кубизма, а затем под внешним давлением эволюционировала в сторону официально признаваемого реализма.

### Театр «Романеск»
Возглавляемый её братом Валерием театр просуществовал два года. Выполненное оформление ею в 1922 году оформление спектакля «Нельская башня» по пьесе Дюма-отца, советская критика характеризовала как «условное».

### Театр музыкальной буффонады (Москва)[2]
Театр также возглавлялся её братом
- оперетта «Корневильские колокола» Робера Планкета (1925),
- опера «Дон Жуан» Вольфганга Амадея Моцарта (1926),
- оперетта «Гаспароне» Карла Миллёкера (1935) -

### Московский театр оперетты[2]
- постановка В. Бебутовым оперетты Жака Оффенбаха «Прекрасная Елена» 1927

### Московский театр имени Ленсовета[2]
- «Горячее сердце» (1935) пьеса А. Н. Островского
- «Мария Стюарт» (1940) пьеса Ф. Шиллера в постановке режиссёра Елены Страдомской

### Белорусский театр имени Я. Коласа[2]
- «Гамлет» В. Шекспира (1946, 1955) в постановке В. М. Бебутова